# Paul Hedqvist

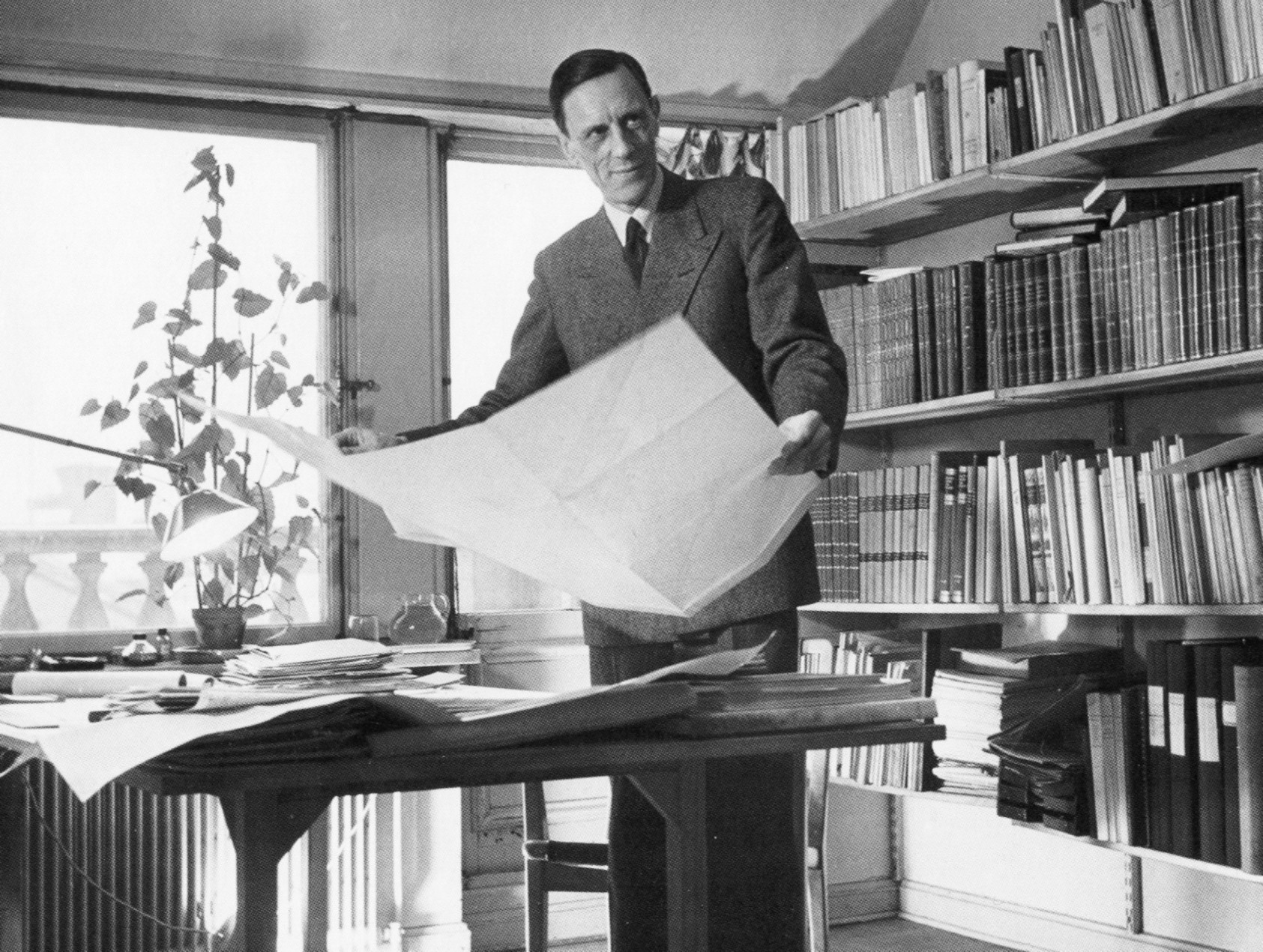
Paul Hedqvist i sitt arbetsrum 1947.

Paul Gunnar Hedqvist, född 21 juli 1895 i Stockholm, död 23 juni 1977 i Stockholm, var en svensk arkitekt som ritade övervägande i funktionalistisk stil. Paul Hedqvists arkitektur har präglat Stockholms stadsbild i hög grad. Han var arkitekt bakom stora byggen som Tranebergsbron, Västerbron, Bromma flygplats, Skatteskrapan och DN-huset. Dessutom stod han som arkitekt för ett 60-tal skolbyggnader runtom i Sverige.

## Biografi

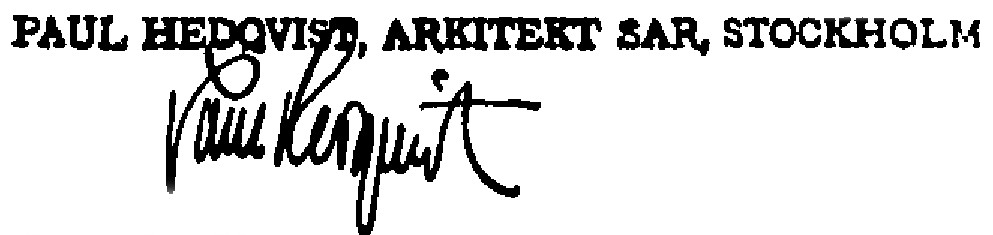
Ritningsstämpel med Hedqvists signatur.

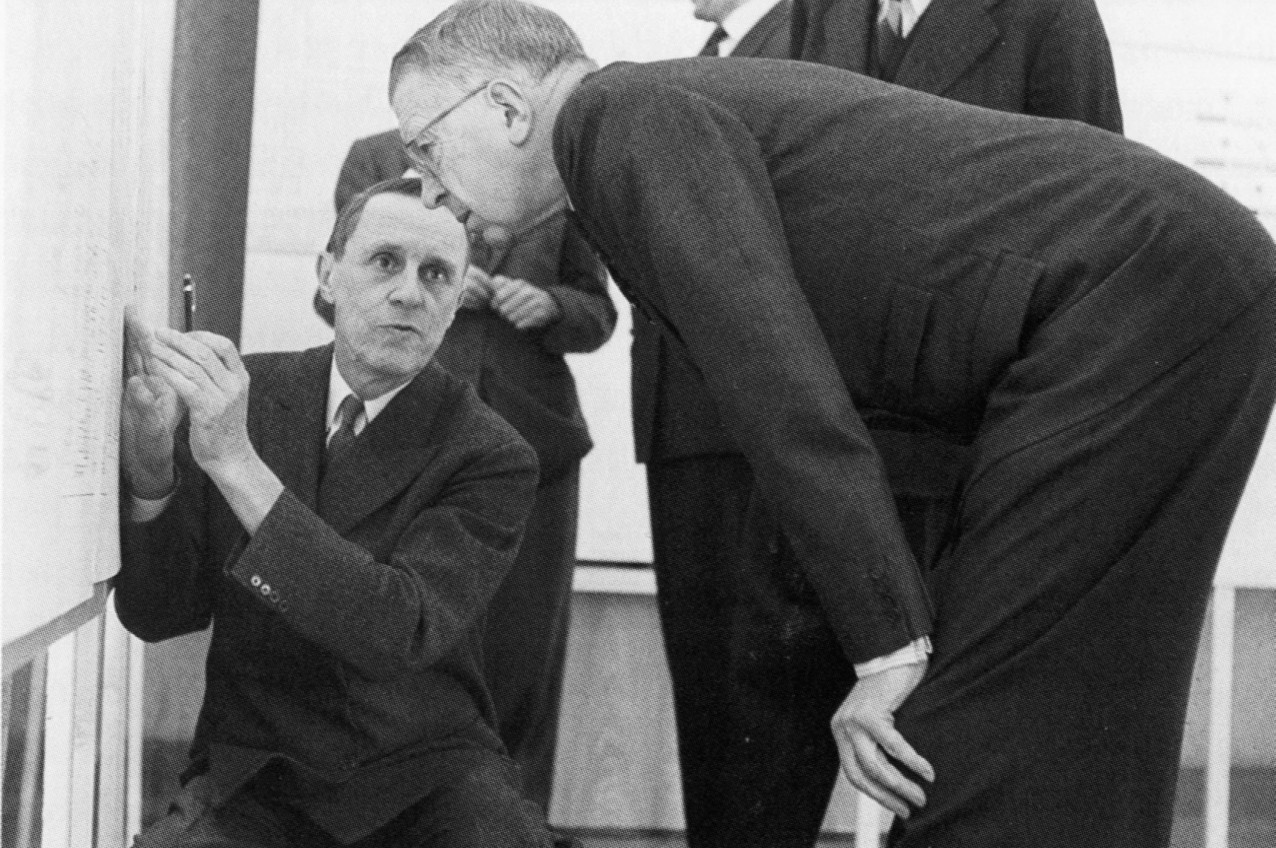
Hedqvist och kung Gustaf VI Adolf, 1961.

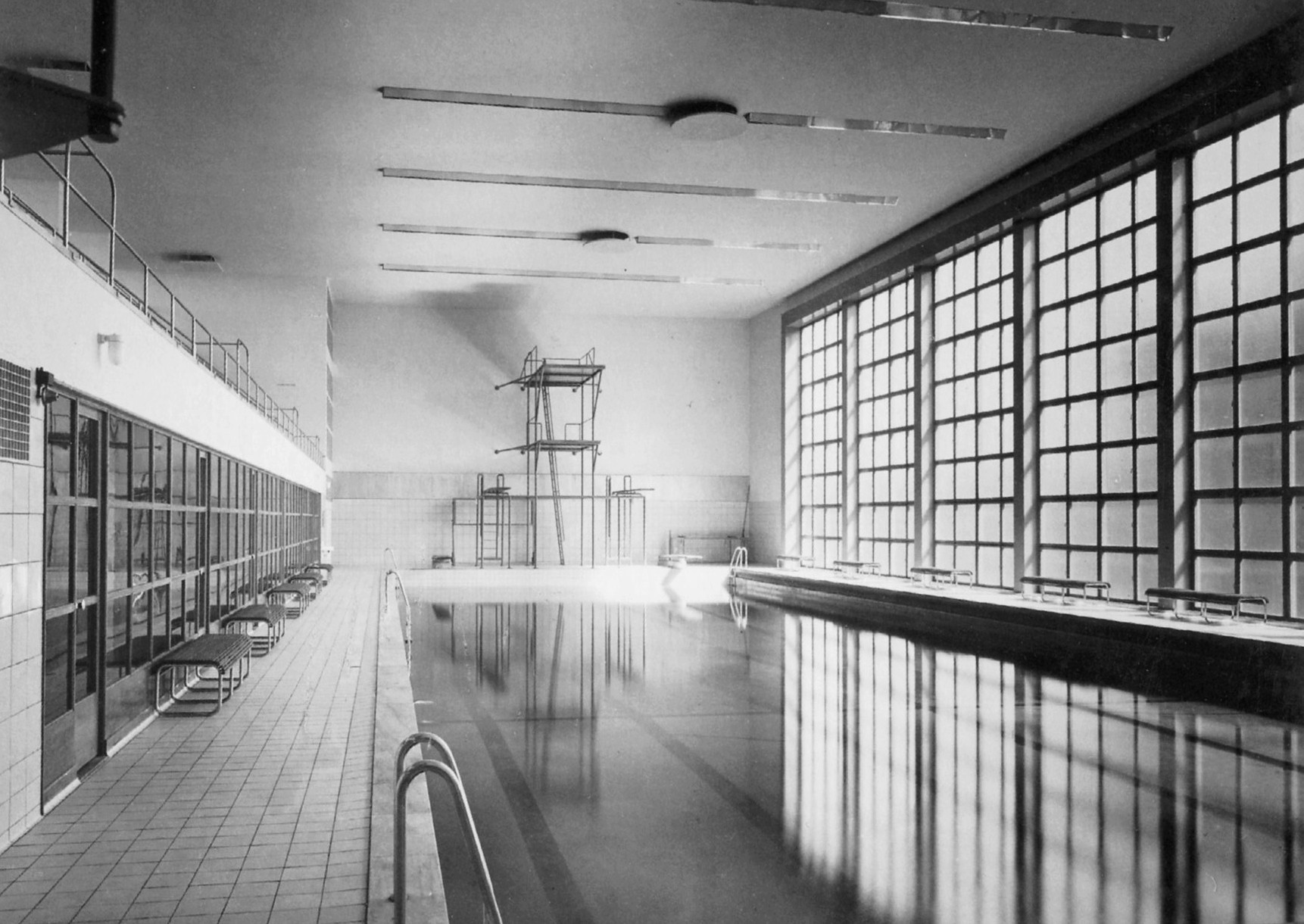
Eskilstuna badhus i stram funktionalism.

Paul Hedqvist växte upp på Södermalm i Stockholm. Familjen var inflyttad från Hälsingland och fadern Carl Erik Hedqvist var föreståndare för Lindgrenska uppfostringsanstalten på Bangårdsgatan. Fadern var också engagerad i Evangeliska fosterlandsstiftelsen. Paul Hedqvist gifte sig 1923 med Greta Price. Hans smeknamn var "Pulon".
Paul Hedqvist läste vid Kungliga Tekniska högskolan (KTH) i Stockholm 1914-1918. Hans lärare på KTH var Lars Israel Wahlman (husbyggnadslära), Erik Lallerstedt (arkitektur), Per Olof Hallman (stadsanläggningslära) och Carl Bergsten (ornamentik). 1918-1920 besökte han Kungliga Konsthögskolan och företog därefter studieresor till Paris, Tunis, Sicilien och Grekland. Sedan praktiserade Paul Hedqvist hos Ragnar Östberg och Cyrillus Johansson.
År 1924 startade han en egen arkitektverksamhet tillsammans med kompanjonen och tidigare kurskamraten David Dahl. Under 1920-talet genomförde Hedqvist och Dahl en lång rad arkitekttävlingar. Bland dem finns tävlingen om Katarina realskola på Södermalm, som förde direkt till ett uppdrag. Efter 1920-talet gick de skilda vägar med undantag för Västerbron och Tranebergsbron som de projekterade gemensamt.
Hedqvist anställdes vid Byggnadsstyrelsen 1925, och blev 1927 Tekniska högskolans första assistent i arkitektur under Erik Lallerstedt, som var professor. Från 1931 var Hedqvist byggnadsråd. Snart blev Hedqvist intresserad av de nya funktionalistiska idéerna från Tyskland med Walter Gropius och Bauhausskolan i spetsen. Hans första arbeten i denna stilriktning är Katarina realskola i Helgalunden, Stockholm från 1930-31 och Badhuset i Eskilstuna från 1930.
Typisk för Hedqvist var rätvinkligheten och förkärleken för kvadratiska proportioner i fasad- och fönsteruppdelning. Kvadraten som proportion och blocket som volym förekom bland annat i Eskilstuna badhus från 1933. Byggnaden tillkom efter en inbjuden tävling som Hedqvist vann med sitt förslag ”Gå och bada”. Typiskt för badhuset i Eskilstuna är bassängrummets sju våningshöga fönster som utformades som en stående dubbelkvadrat. Mot det står fasadernas stora, rena putsytor i ljus kulör. Det arkitektoniska släktskapet med Hedqvists Lovö vattenverk från samma år är tydligt. Hedqvists byggnad väckte både nationell och internationell uppmärksamhet. Men allmänheten och arkitektkollegan Ragnar Östberg var kritiska till den avskalade funkisarkitekturen. Idag är byggnaden q-märkt.
På Stockholmsutställningen 1930 var Hedqvist en av arkitekterna bakom den mycket uppmärksammade bostadsavdelningen, tillsammans med bland annat Gunnar Asplund, Sven Markelius, Uno Åhrén och Sigurd Lewerentz.
Hedqvist var en mycket mångsidig arkitekt. Till hans verk hör bostads-, kontorshus, tekniska anläggningar, idrottsanläggningar och inte minst ett 60-tal skolbyggnader runtom i Sverige, vilket gjorde honom till landets främste skolhusarkitekt. Han anlitades gärna som domare i arkitekttävlingar. Som mest hade Hedqvists kontor ett 30-tal medarbetare. Under årens gång arbetade hos honom bland andra Helge Zimdal, Holger Blom, Sven Backström, Nils Sterner, Nils Tesch, Carl Nyrén, Léonie Geisendorf, Peter Celsing och Nils Islinger. Hedqvist var verksam i sitt yrke ända fram till sin död 1977. Hans sista genomförda arbete var laboratorium och kontor för Socialstyrelsens läkemedelsavdelning i Uppsala (1973-1976).

### Stadsplaneraren

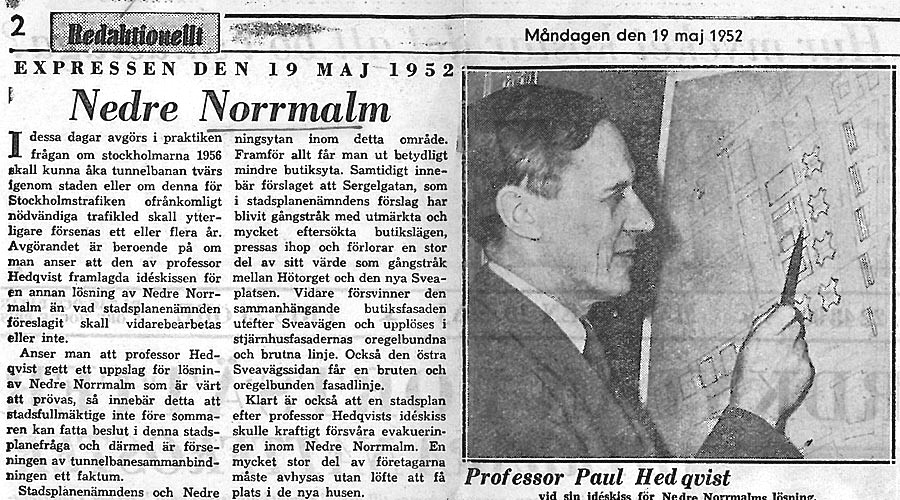
Paul Hedqvist kommenterar sitt förslag med sex höghus i Expressen den 19 maj 1952.

Hedqvist var professor på Kungliga Konsthögskolan (1938-48) och stadsplanearkitekt i Stockholm. Som sådan engagerade han sig i planeringsarbetena för Norrmalmsregleringen och speciellt i frågan om Hötorgsskraporna. Redan tidigt i sin karriär, 1924-1929, tjänstgjorde han på Stockholms stadsplanekontor. Tillsammans med sina kollegor kom han snart i konflikt med Albert Lilienberg, den 1927 nytillträdde stadsbyggnadsdirektören. Striden gällde bland annat Sveavägens södra avslut, som Lilienberg ville ha vid Gustav Adolfs torg, medan Hedqvist och kollegor talade för ett slut vid dagens Sergels torg. Bakom sig hade Hedqvist borgarrådet Yngve Larsson, som satte stort tilltro till dennes idéer.
Höghusen vid Hötorget hade diskuterats i åratal, redan 1928 hade Artur von Schmalensee kommit med ett förslag med nio 30-våningshöghus. Men det fanns idéer med både två, tre, fyra och sex höghus. Att det skulle bli en viktig accent med höghus i citykärnan var alla överens om, mindre om utformningen. Länge arbetade Stadsbyggnadskontoret med ett alternativ med fyra höghus, men man ville ha ett högt exploateringstal (utnyttjandegrad) och då hade fyra höghus blivit klumpigare än fem smäckra för samma exploateringstal.
Samtidigt gav antalet fem en annan dynamik än fyra, eller som David Helldén, arkitekt vid stadsbyggnadskontoret, uttryckte det: " ...man ger en dam fem rosor, inte fyra." Paul Hedqvist tyckte ändå att stadsbyggnadskontorets förslag liknade ett "Grönköpings Manhattan", hans eget förslag med sex stjärnhöghus betecknades i debatten som ett "Gröndals Manhattan" (Backström & Reinius' Stjärnhusen, Gröndal var just aktuella då). I Hedqvists förslag skulle Sergelhuset, Tekniska skolan och Nya Elementarskolan kunna vara kvar, men det vann inget gehör.

### Sagt om Paul Hedqvist
Arkitekt Carl Nyrén, som arbetade på Hedqvists kontor på 1940-talet beskrev chefens arbetsplats som ”en enkel (magisk) trästol och ett rent arbetsbord”. Hedqvists skissarbete utfördes på fri hand och löste alla planer på en gång: ”Skitenkla planer – elegant”.

## Verk i urval
Bostäder

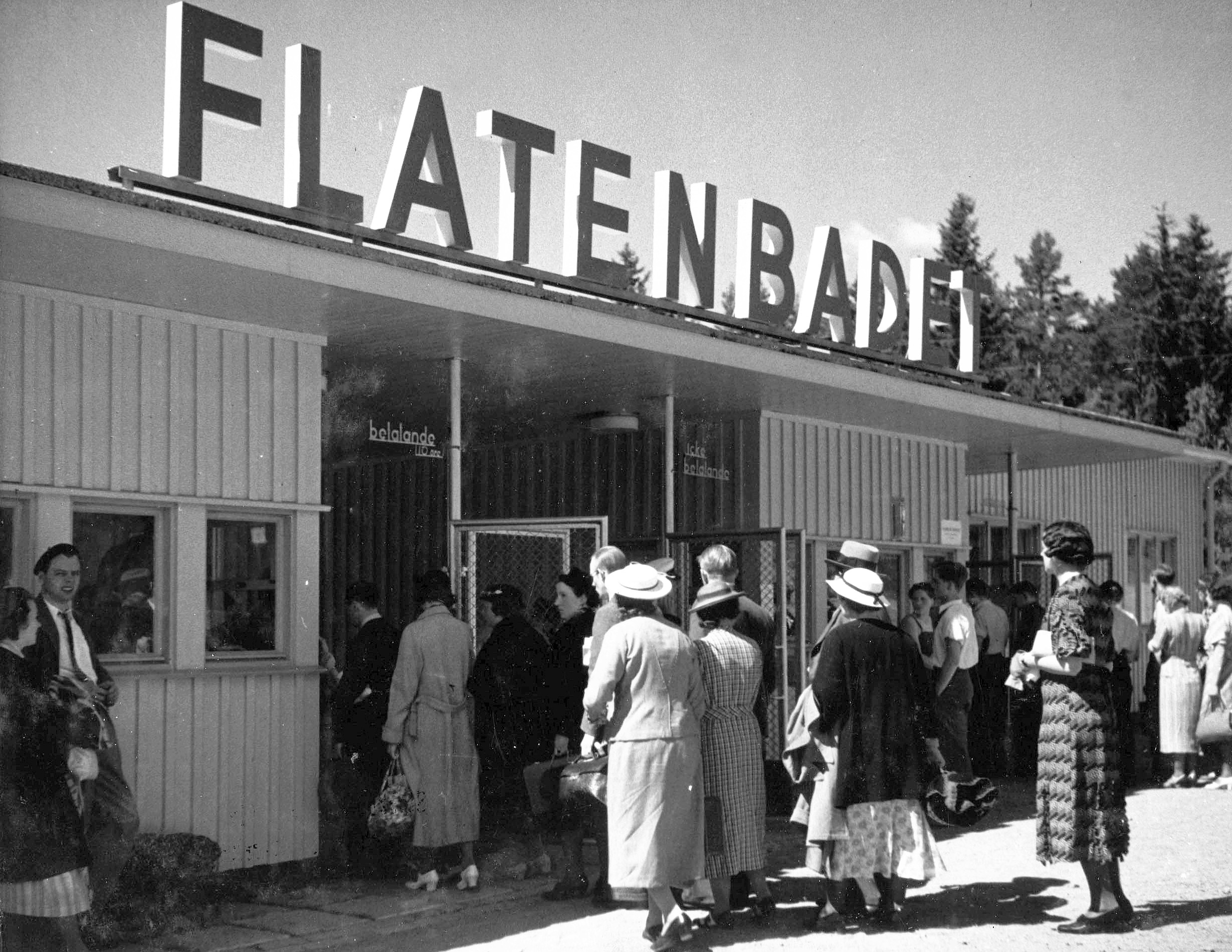
Flatenbadet (1934).

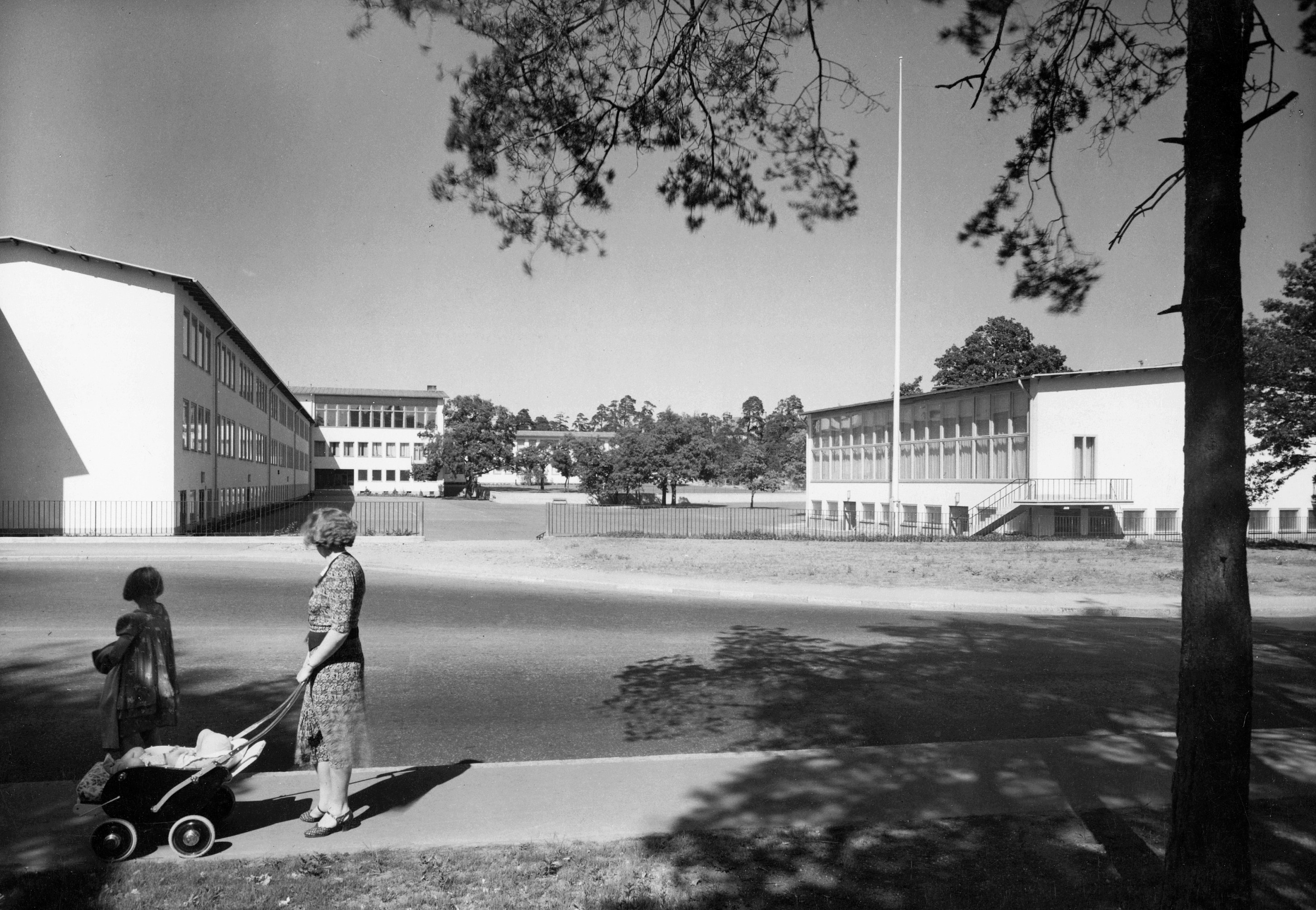
Fredhälls folkskola (1938).

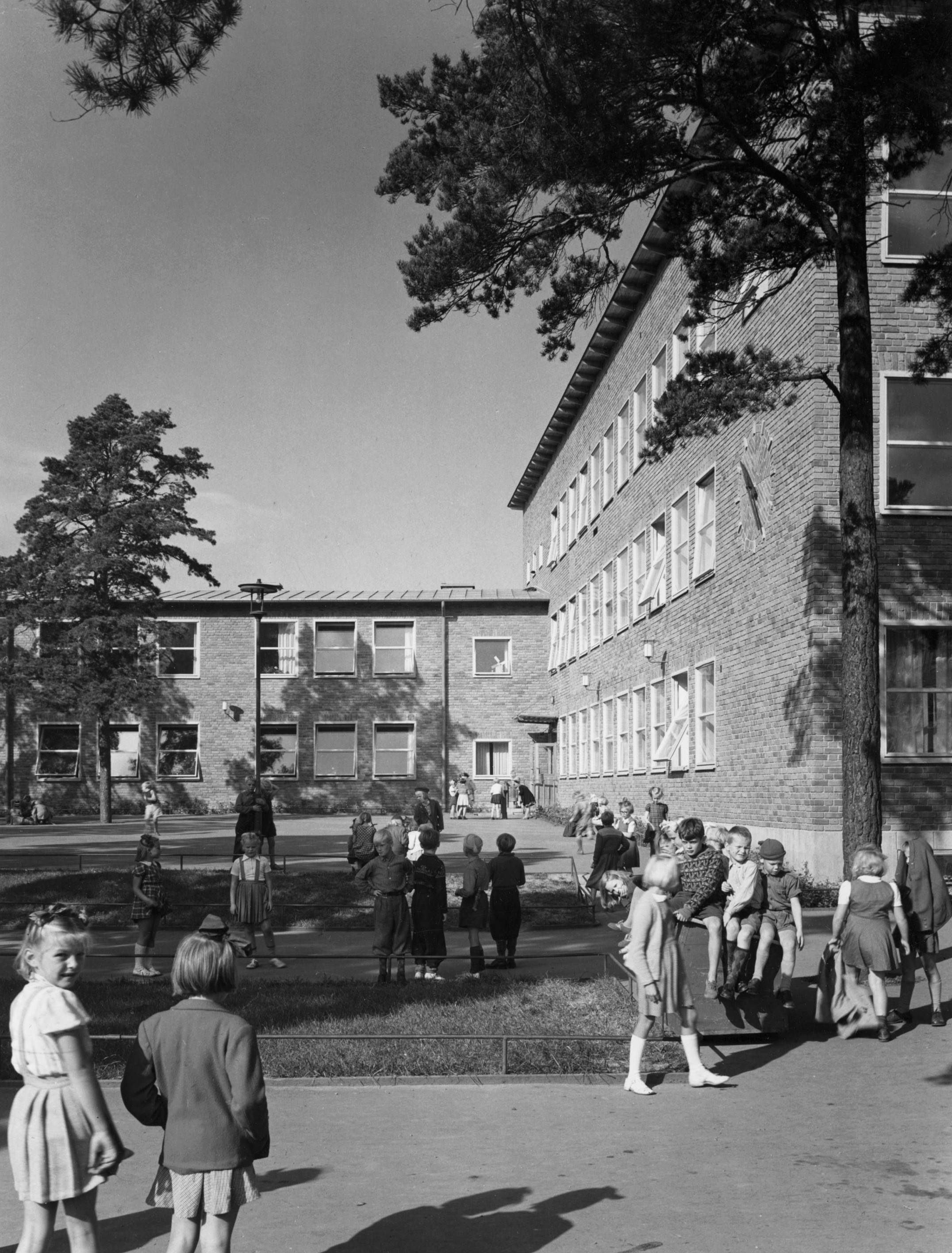
Skanskvarnsskolan (1945).

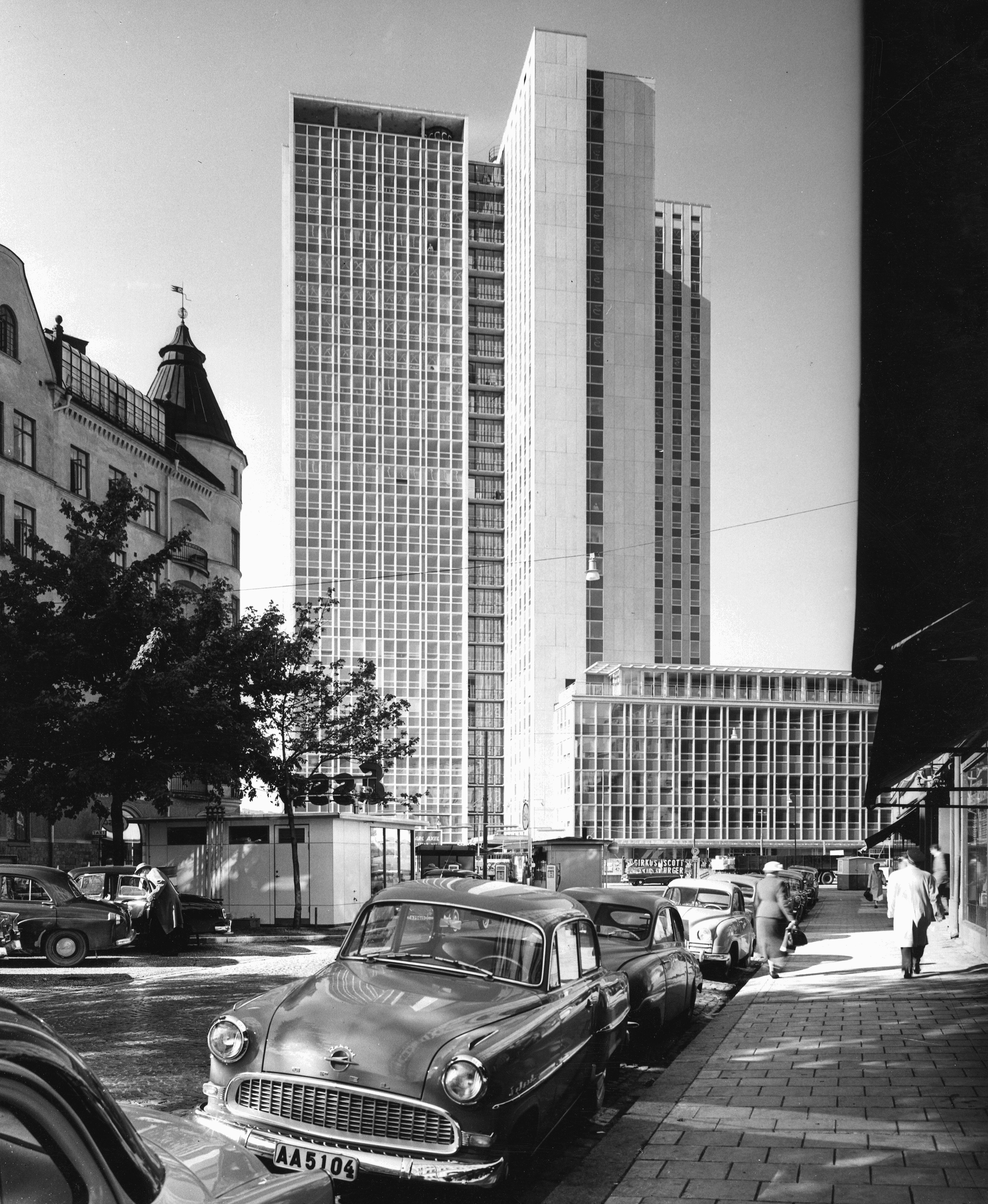
Skatteskrapan (1956).

- Rodret 2 på Eldarvägen i Gröndal (1924)
- Loket 17 i Atlasområdet i Vasastan (1926-1928)
- Kronan 3, Stigbergsgatan 37 (1928)
- Droskhästen 13, "Franska huset", Folkungagatan 65 (1929)
- Nattugglan 19, Folkungagatan 48 / Götgatan 58-62 (1929-1932)
- Ålstensgatan, radhusområde i Bromma (1932)
- Klacktorget, centrumanläggning och bostäder i Solberga (1950)

Anläggningar
- Lovö vattenverk (1933)
- Vattenpalatset (Eskilstuna) (1930)
- Kristinebergs idrottsplats, läktare (1930-1933)
- Flatenbadet (1934)
- Bromma flygplats, både stationsbyggnaden, flygledartornet och hangarer (1936)
- Uggleviksreservoaren i Lill-Jansskogen (1935)
- Vanadisbadet (1938)
- Skeppsbrons tullpaviljonger (1939)
- Johanneshovs isstadion (1955, 1961-1963)

Skolor
- Katarina realskola på Södermalm (1931)
- Olovslundsskolan i Olovslund i Bromma (1931)
- Enskedefältets folkskola i Enskedefältet (1933)
- Bromma gymnasium i Stora Mossen i Bromma (1935-1937)
- Zinkensdammsskolan (1936)
- Polhemsgymnasiet (1937), idag S:t Eriks gymnasium
- Fredhälls folkskola på Kungsholmen (1938)
- Rålambshovsskolan, f.d. Kungsholmens kommunala flickskola (1941-1942)
- Äppelviksskolan i Äppelviken i Bromma (1941)
- Långbrodals folkskola (1939-1955)
- Hägerstensåsens skola (1944-1945)
- Gärdesskolan (1944-1945)
- Skanskvarnsskolan (1944-1945)
- Thorildsplans gymnasium (1946)
- Örnsköldsviks högre allmänna läroverk (1947-1950)
- Abrahamsbergsskolan i Abrahamsberg i Bromma (1946 och 1963)
- Statens normalskola (1949)
- Solbergaskolan i Solberga, Stockholm (1951-1969)
- Kämpetorpsskolan i Solberga, Stockholm (1952)
- Vasastadens kommunala flickskola (1952-1953)
- Påskbergsskolan i Varberg (1954)
- Åsö gymnasium (1964-1968)

Kontorshus
- Basaren, Hantverkargatan, Stockholm, ritat 1931 (rivet)
- Stockholms universitets studentkårs kårhus (1935-1937)
- ABA:s gamla huvudkontor (1946)
- Skattehuset (1956)
- Kockums huvudkontor ("Gängtappen") (1958)
- DN-skrapan (1960-1964)

Broar
- Stora Essingebron (1927-1928) revs i mitten på 1960-talet
- Västerbron (1931-1935)
- Tranebergsbron (1933-1935)

### Bilder, verk i urval

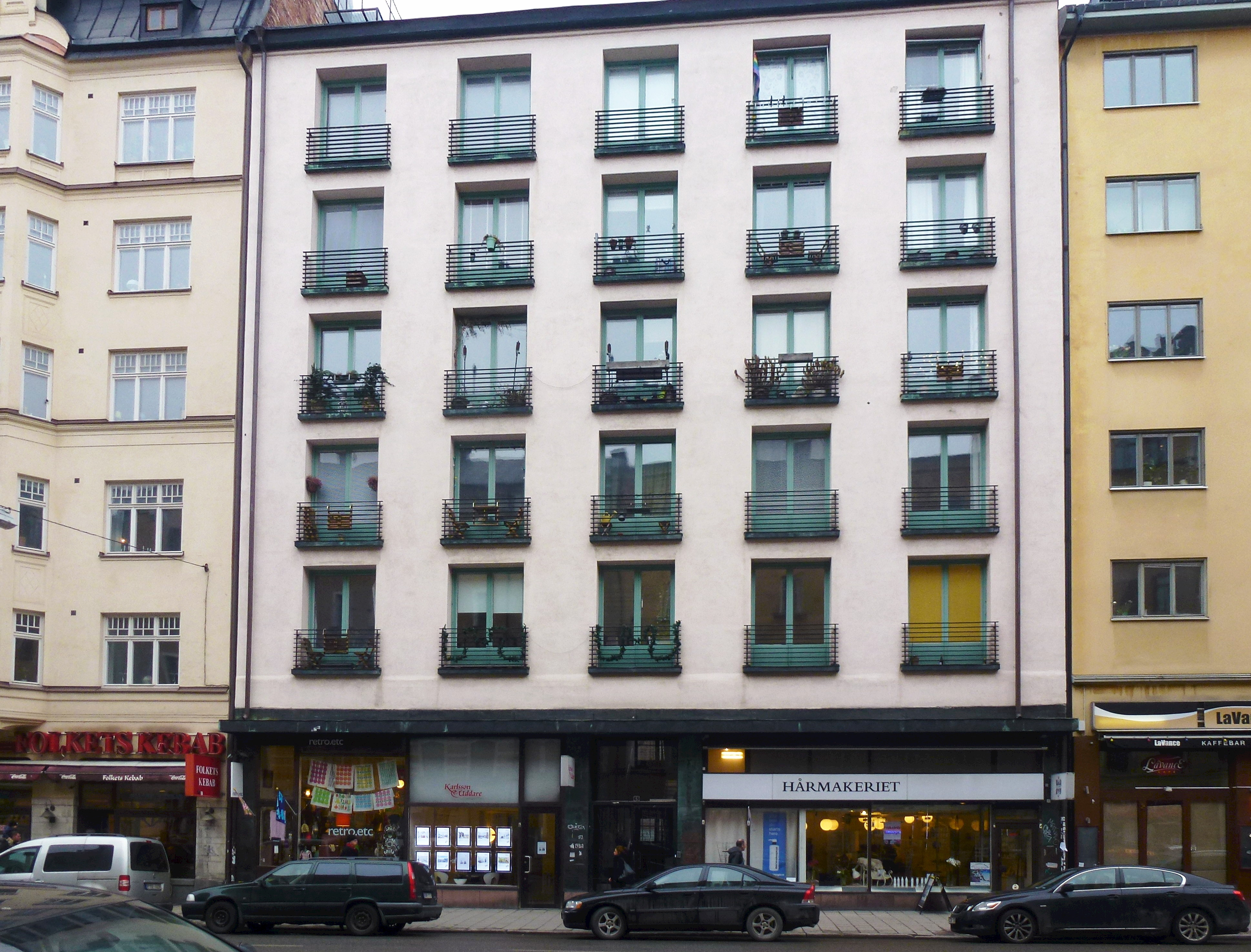
Droskhästen 13, Folkungagatan (1926)
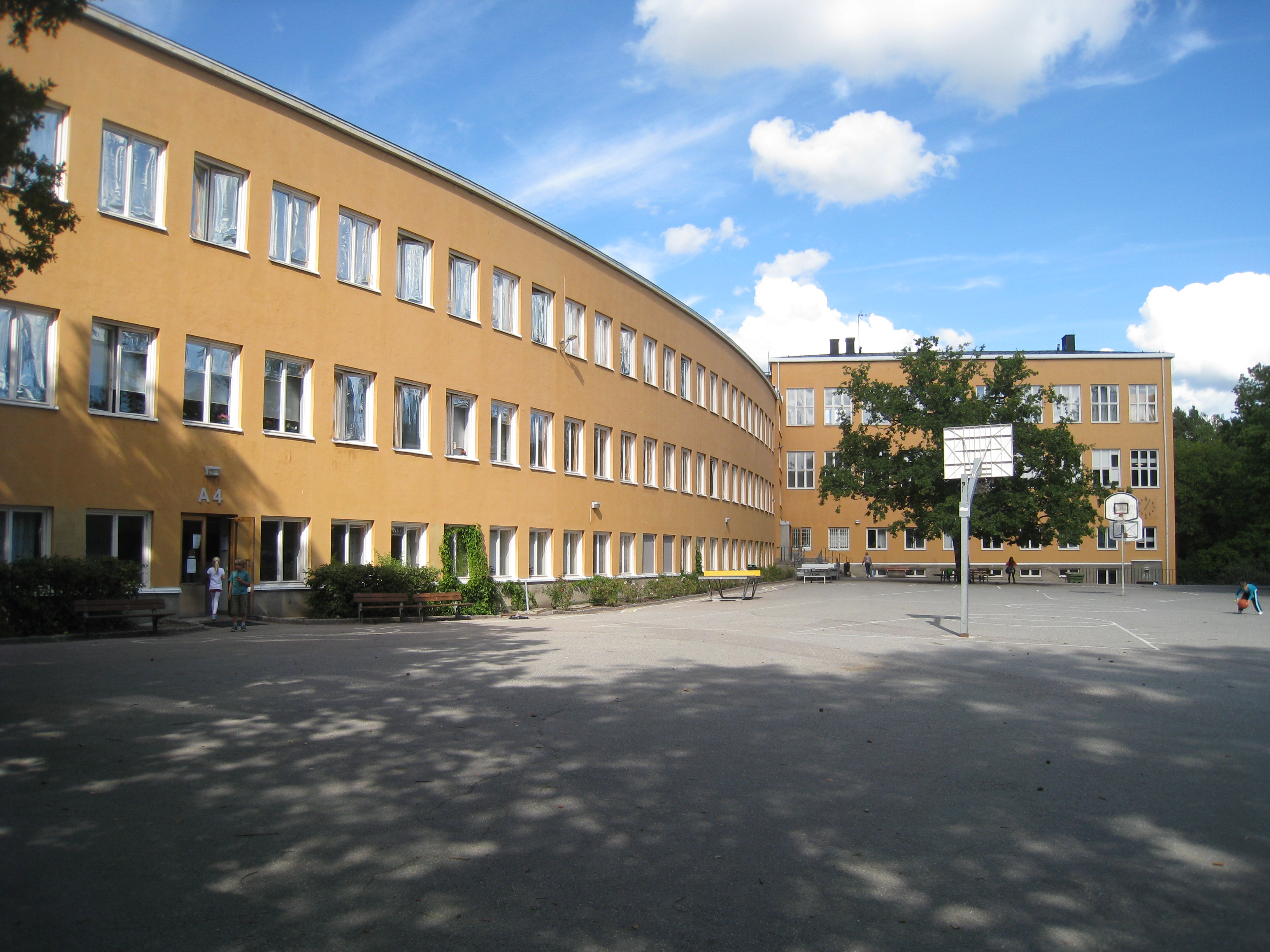
Olovslundsskolan i Bromma (1931)
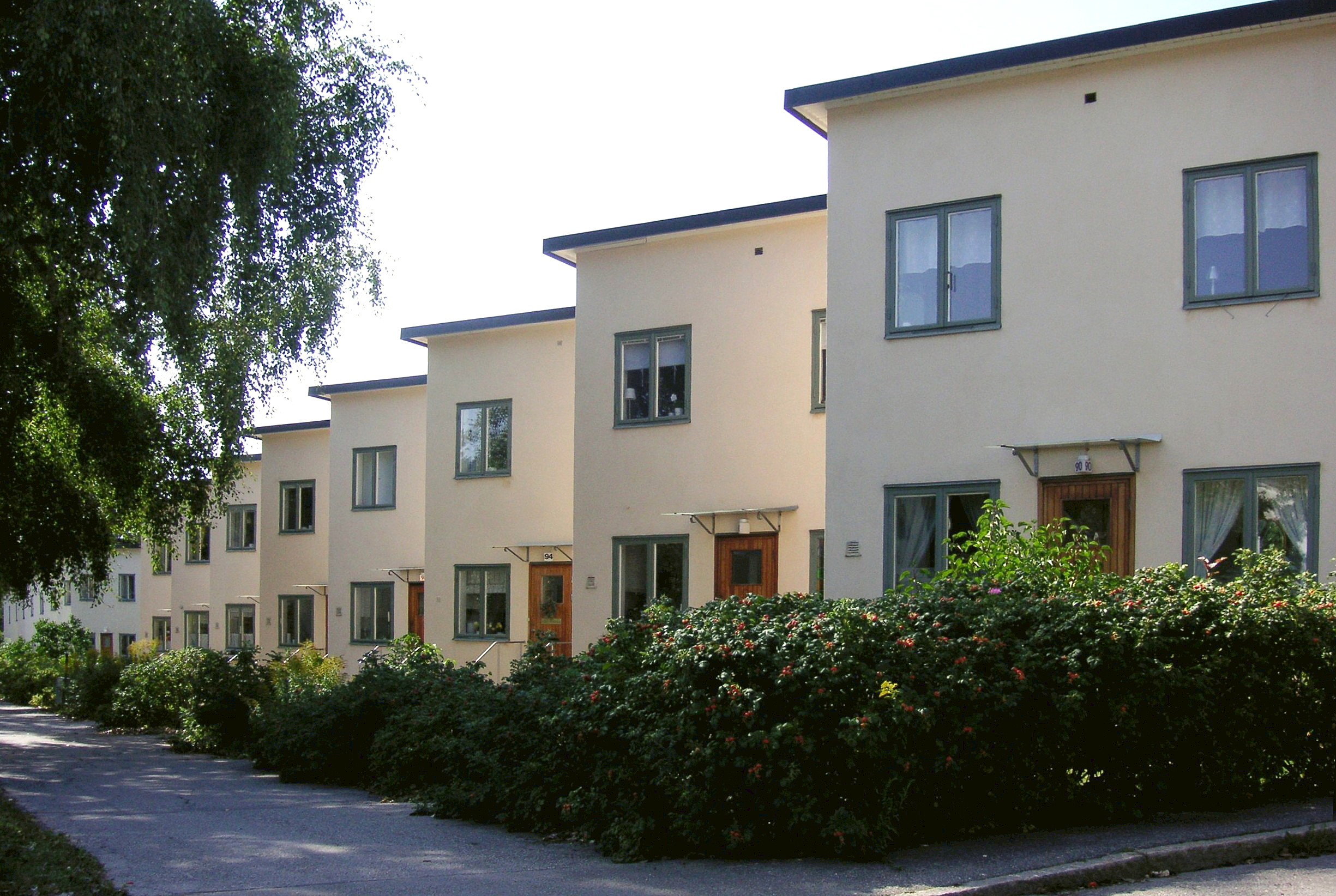
Ålstensgatans radhus i Bromma (1932)
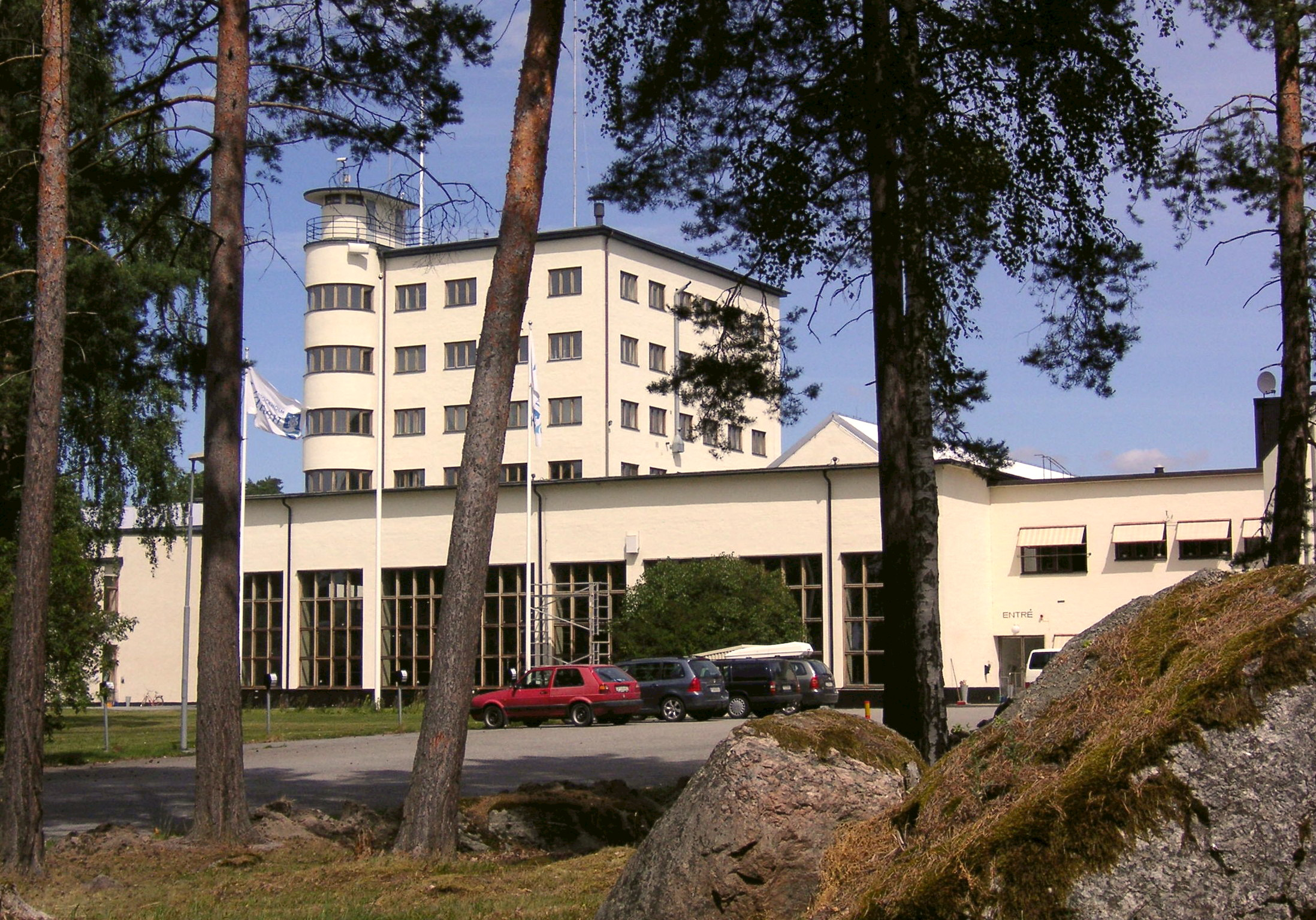
Lovö vattenverk (1933)
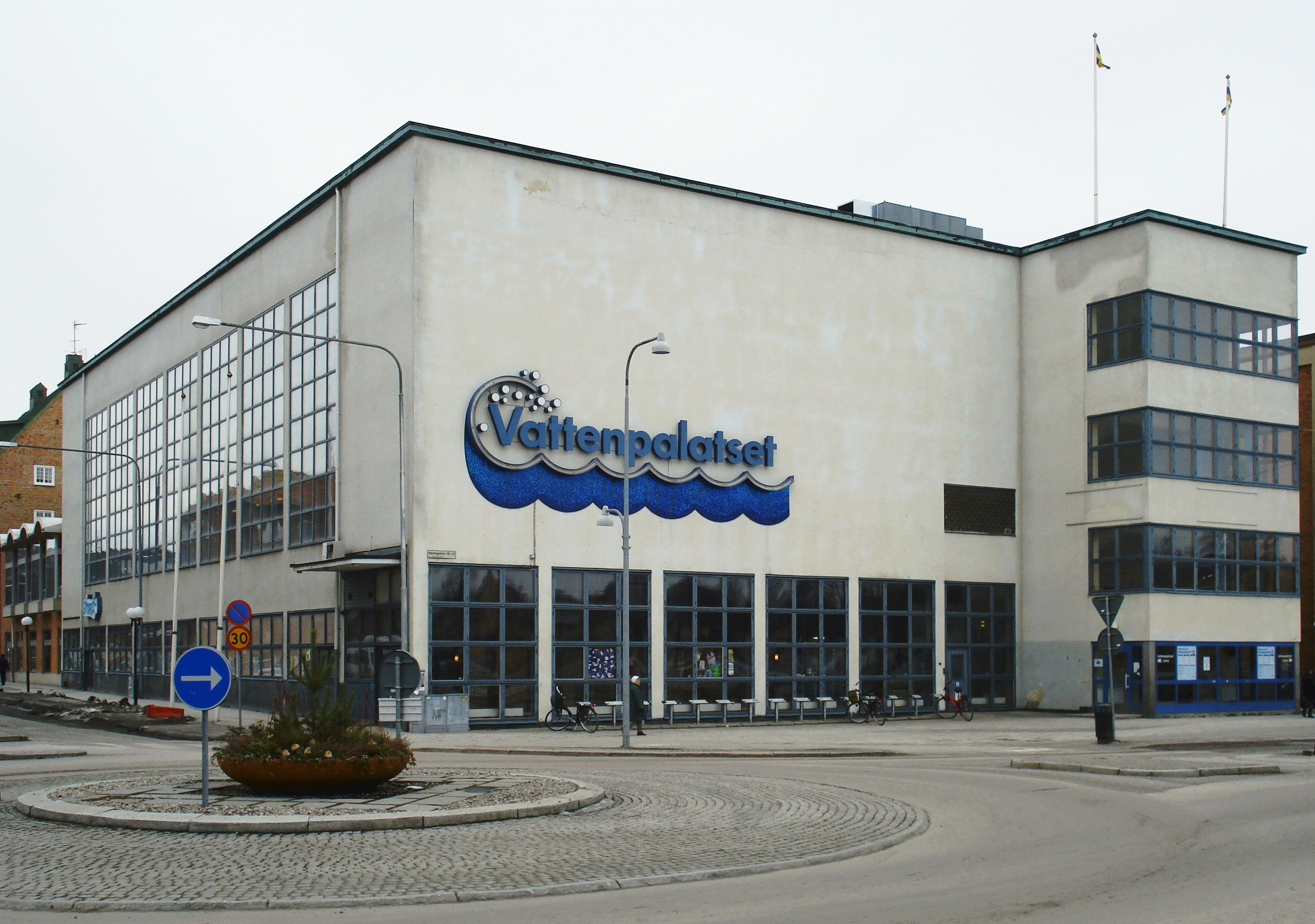
Vattenpalatset, Eskilstuna (1933)
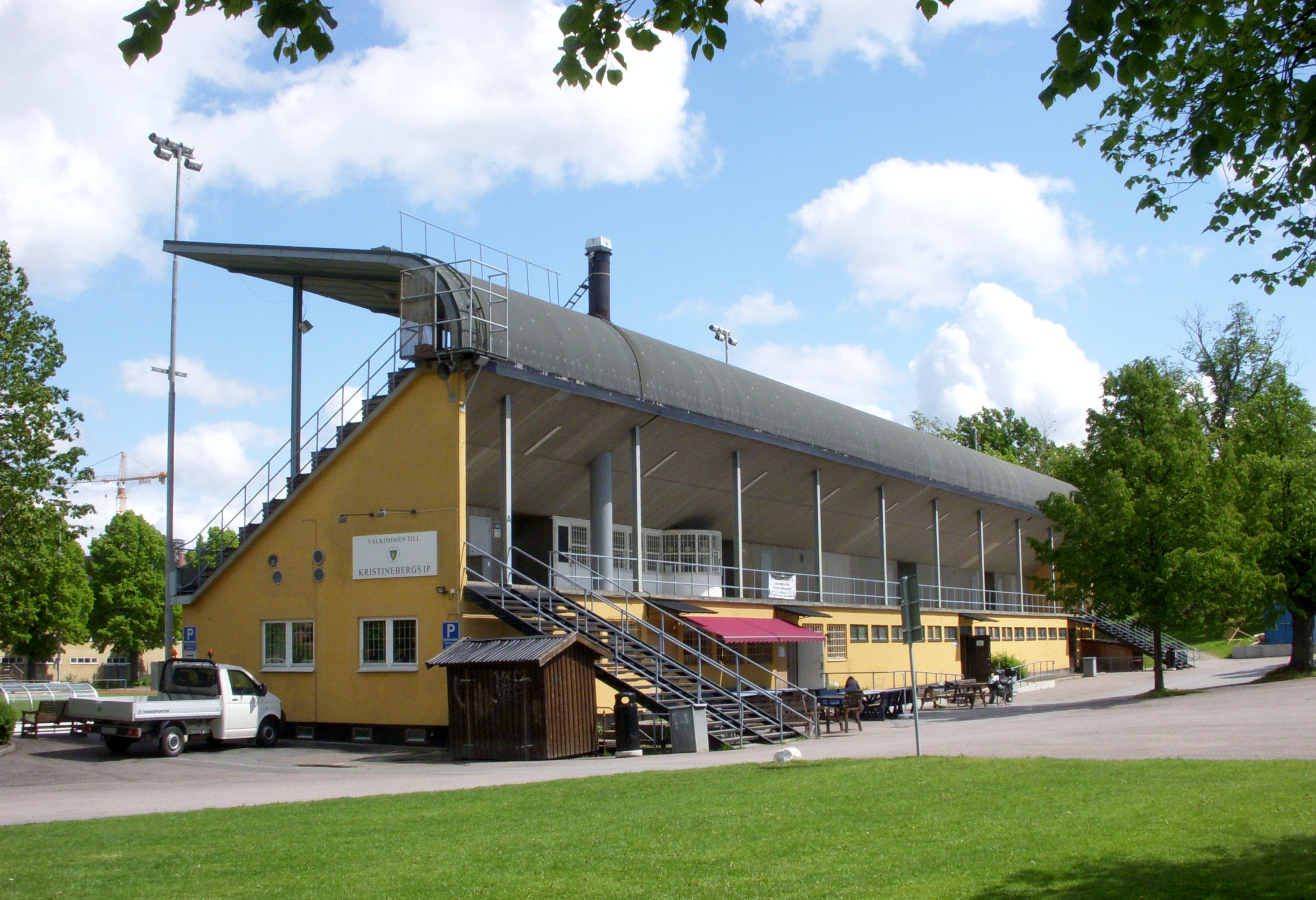
Kristinebergs IP (1933)
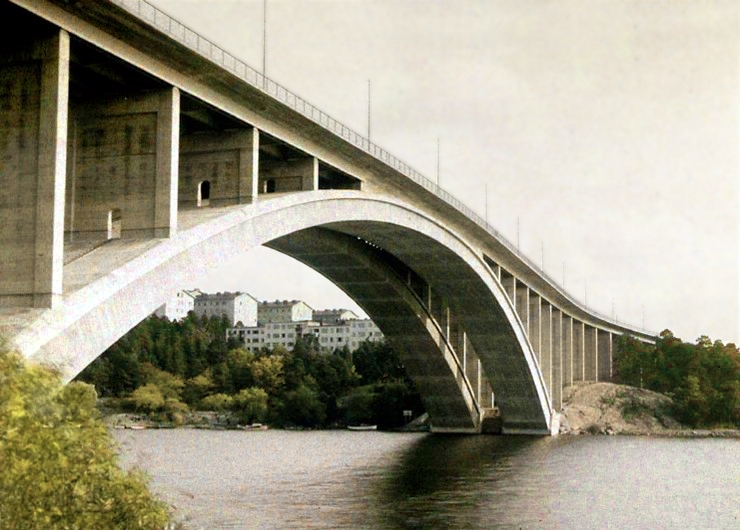
Tranebergsbron (1934)
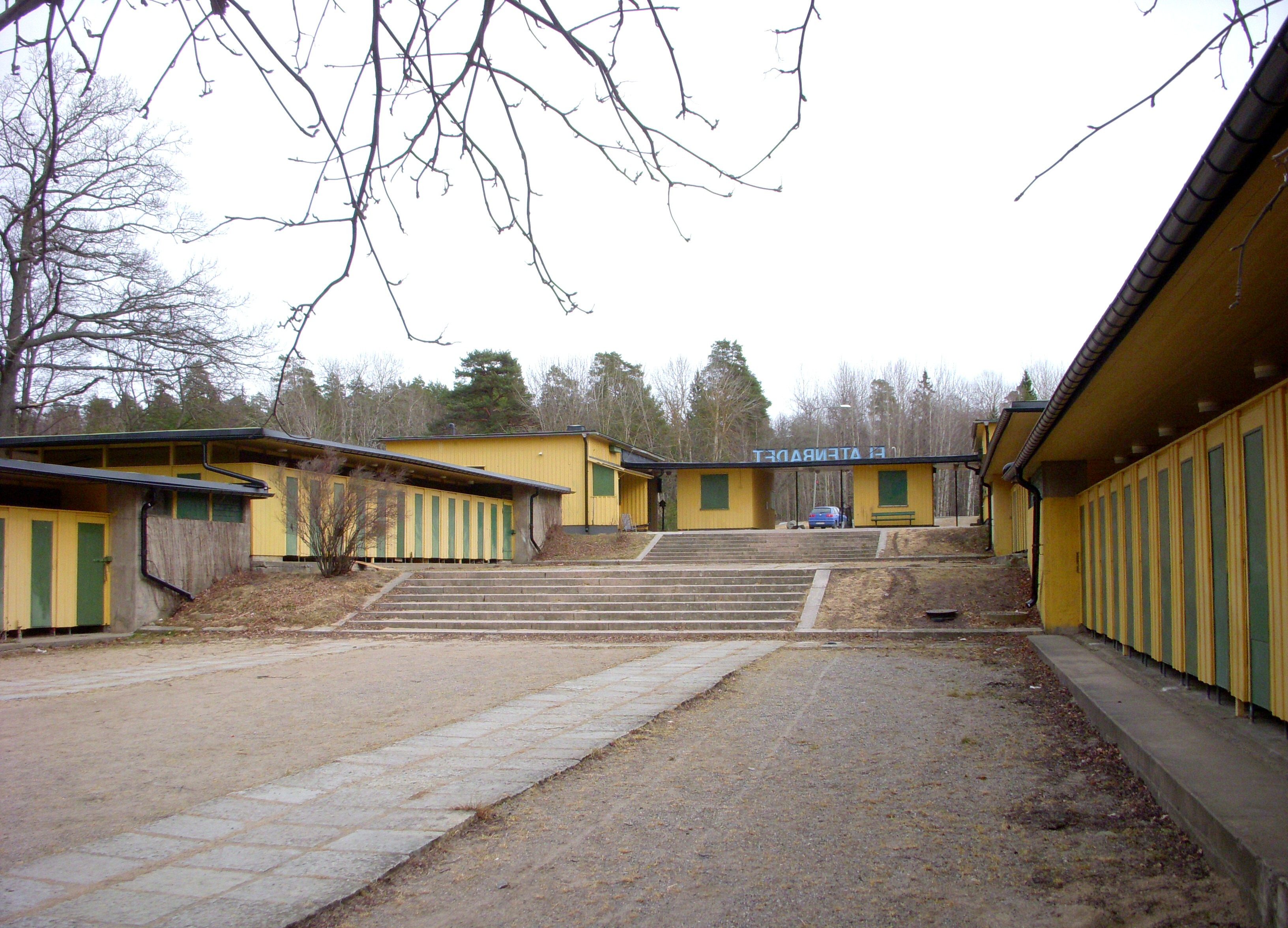
Flatenbadet (1934)
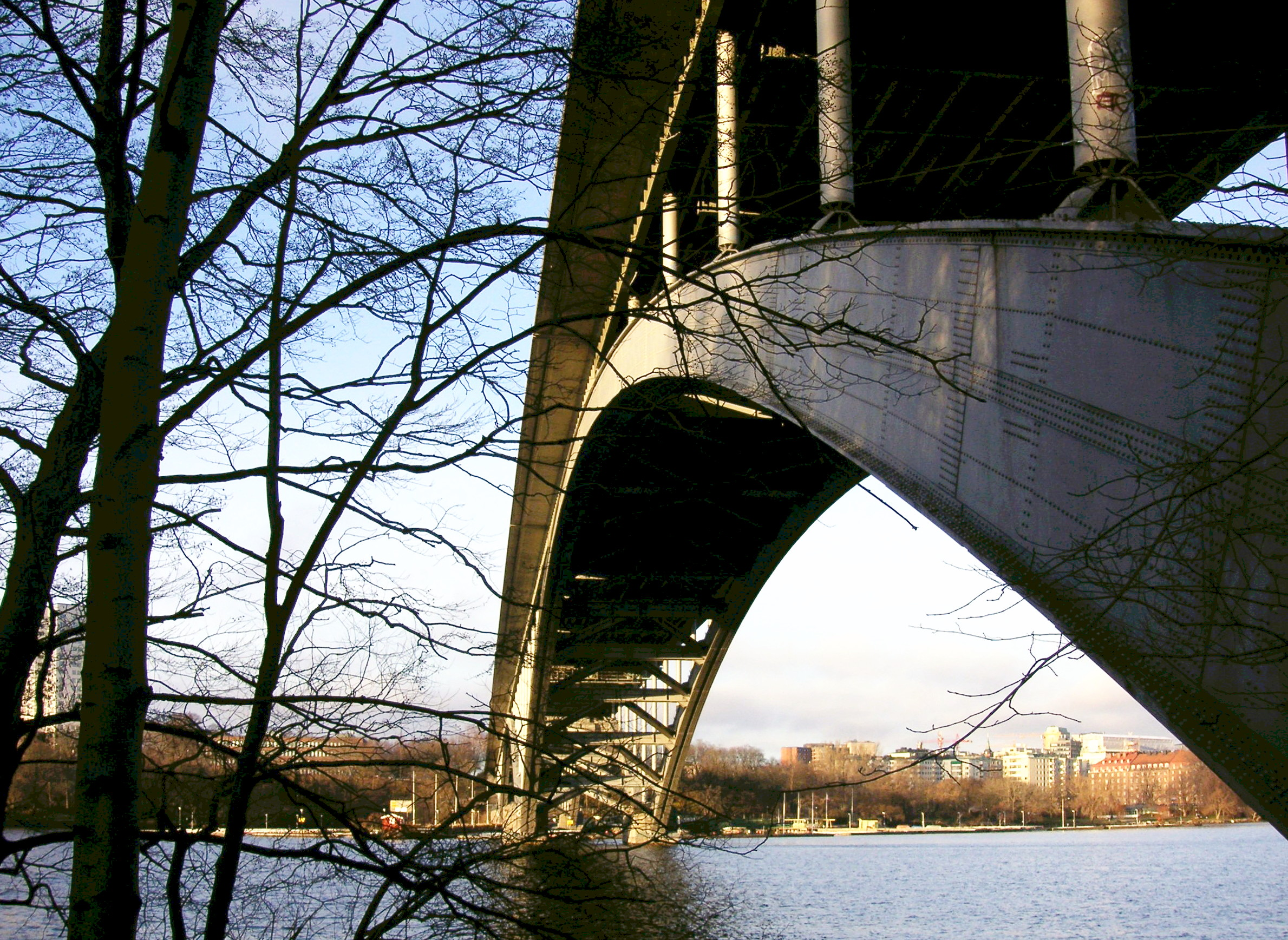
Västerbron (1935)
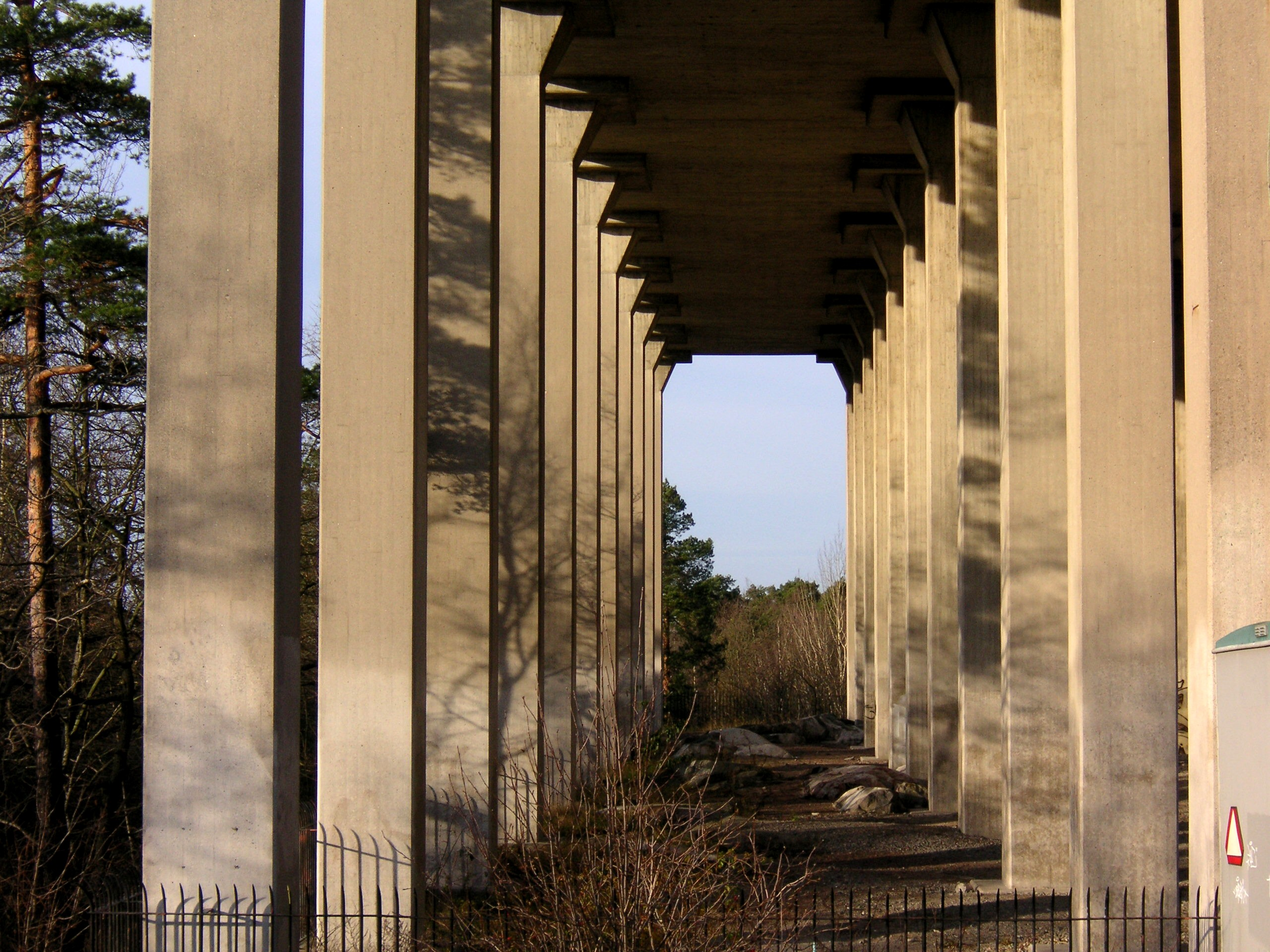
Uggleviksreservoaren (1935)
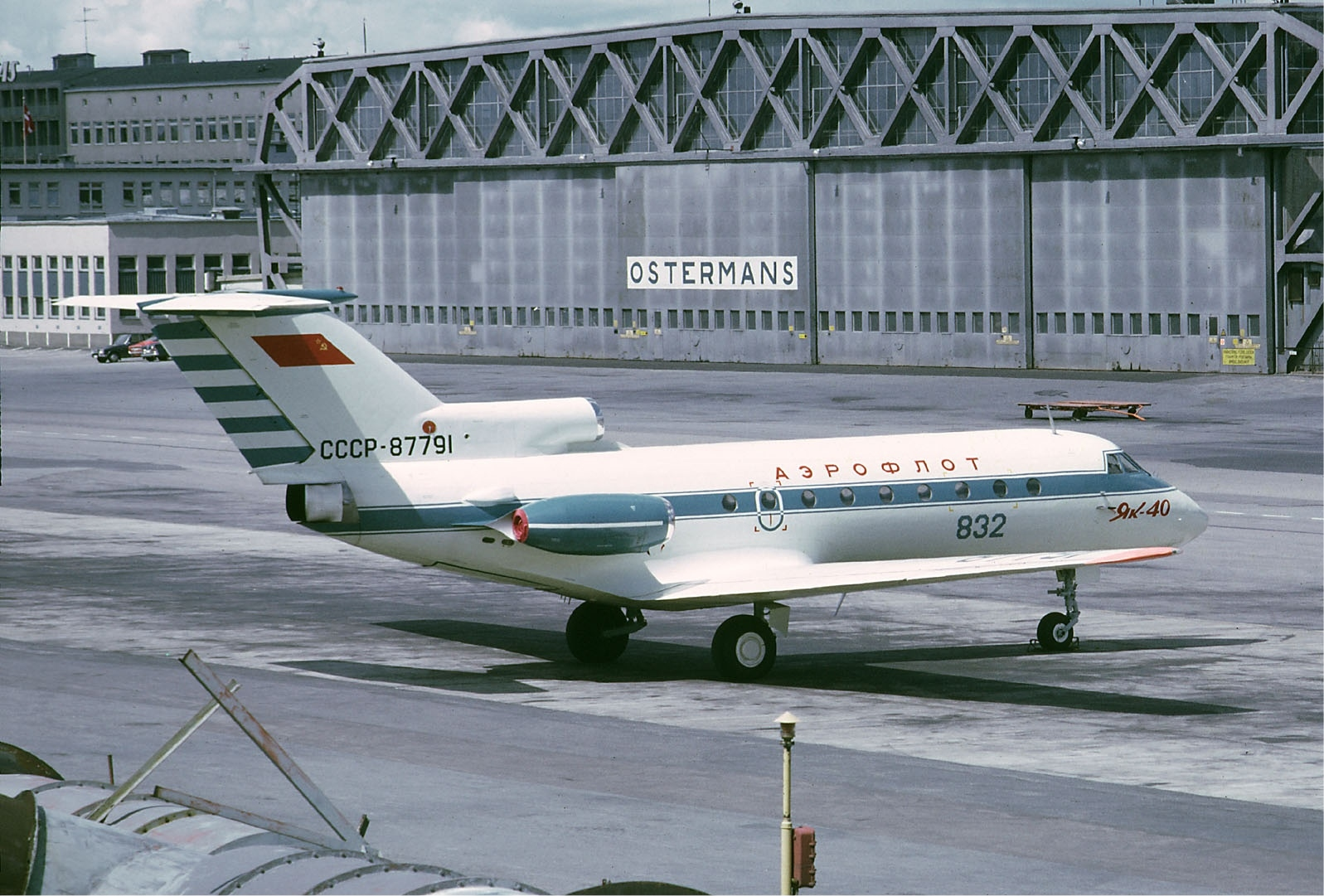
Bromma flygplats Hangar 1 (1936)
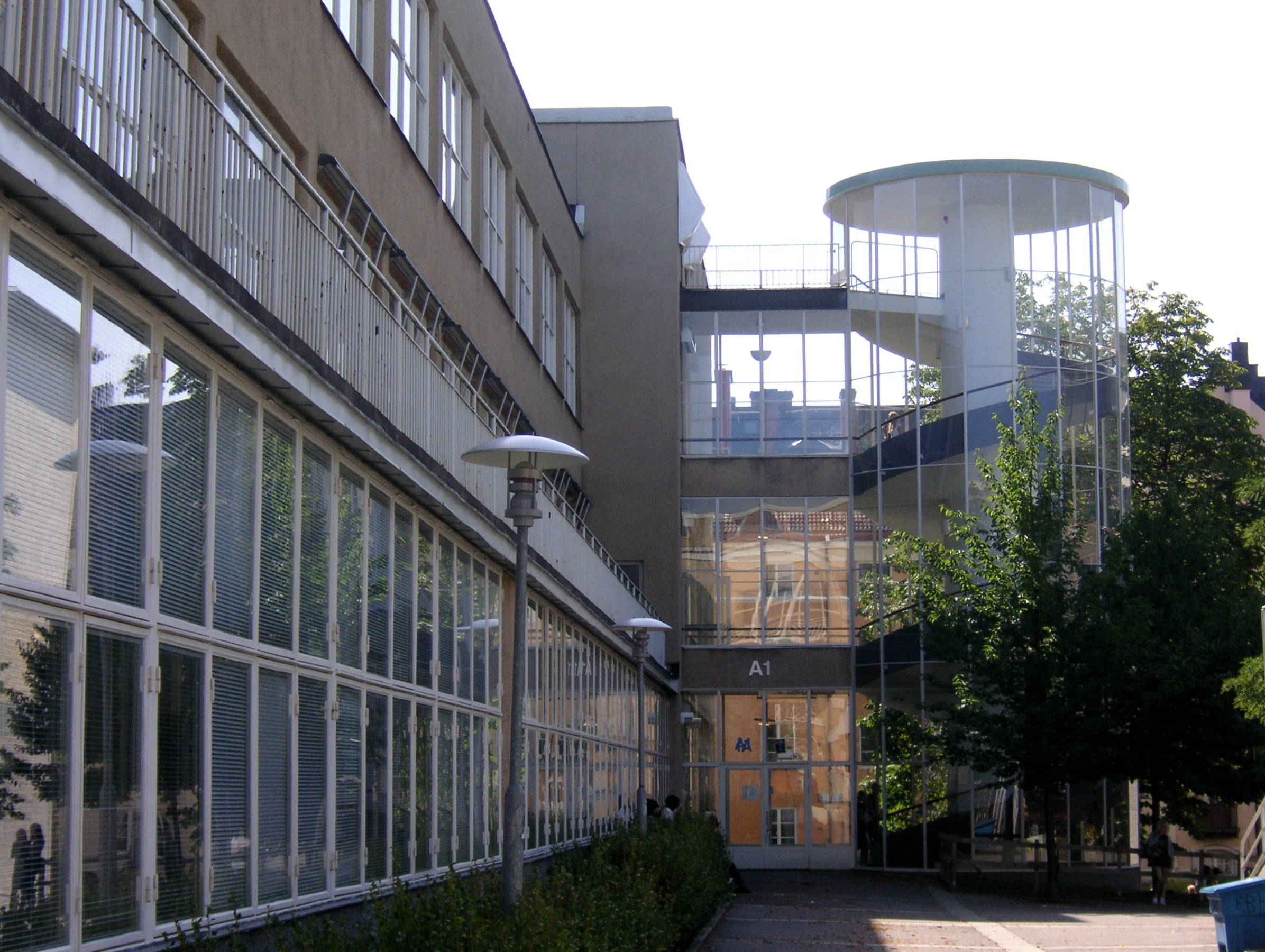
Polhemsgymnasiet (1937)
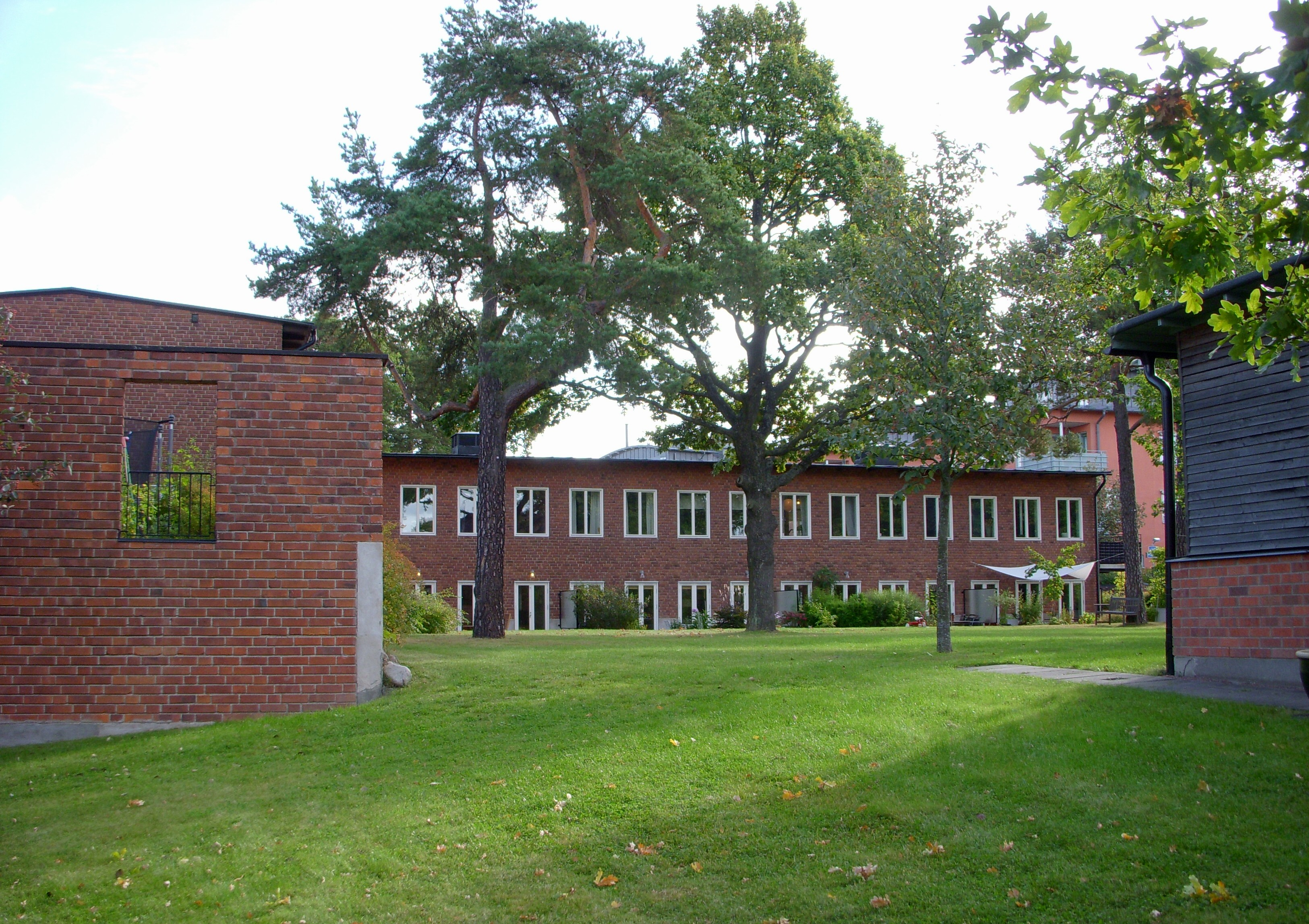
Nybodahemmet (1938)
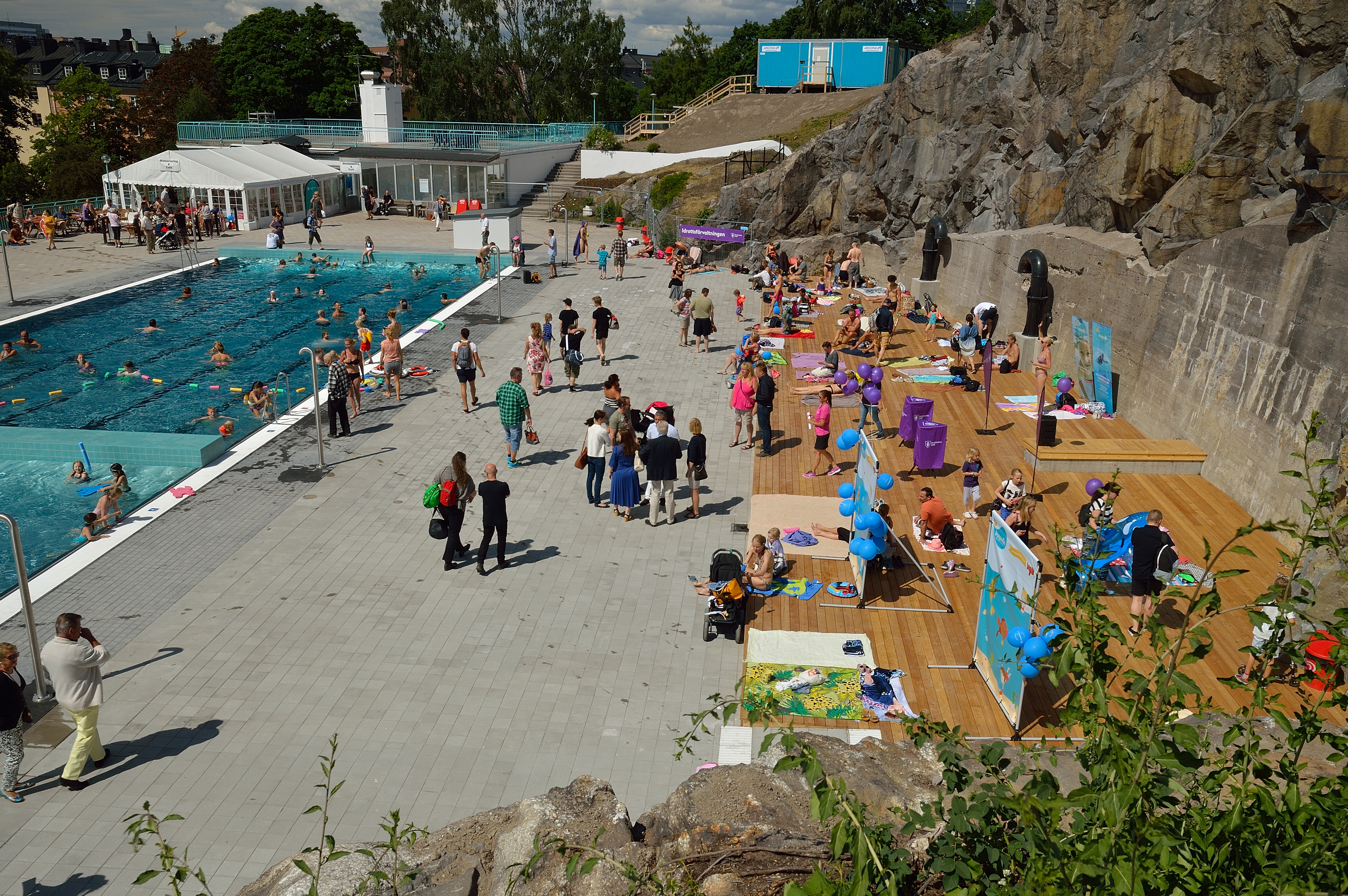
Vanadisbadet (1938)
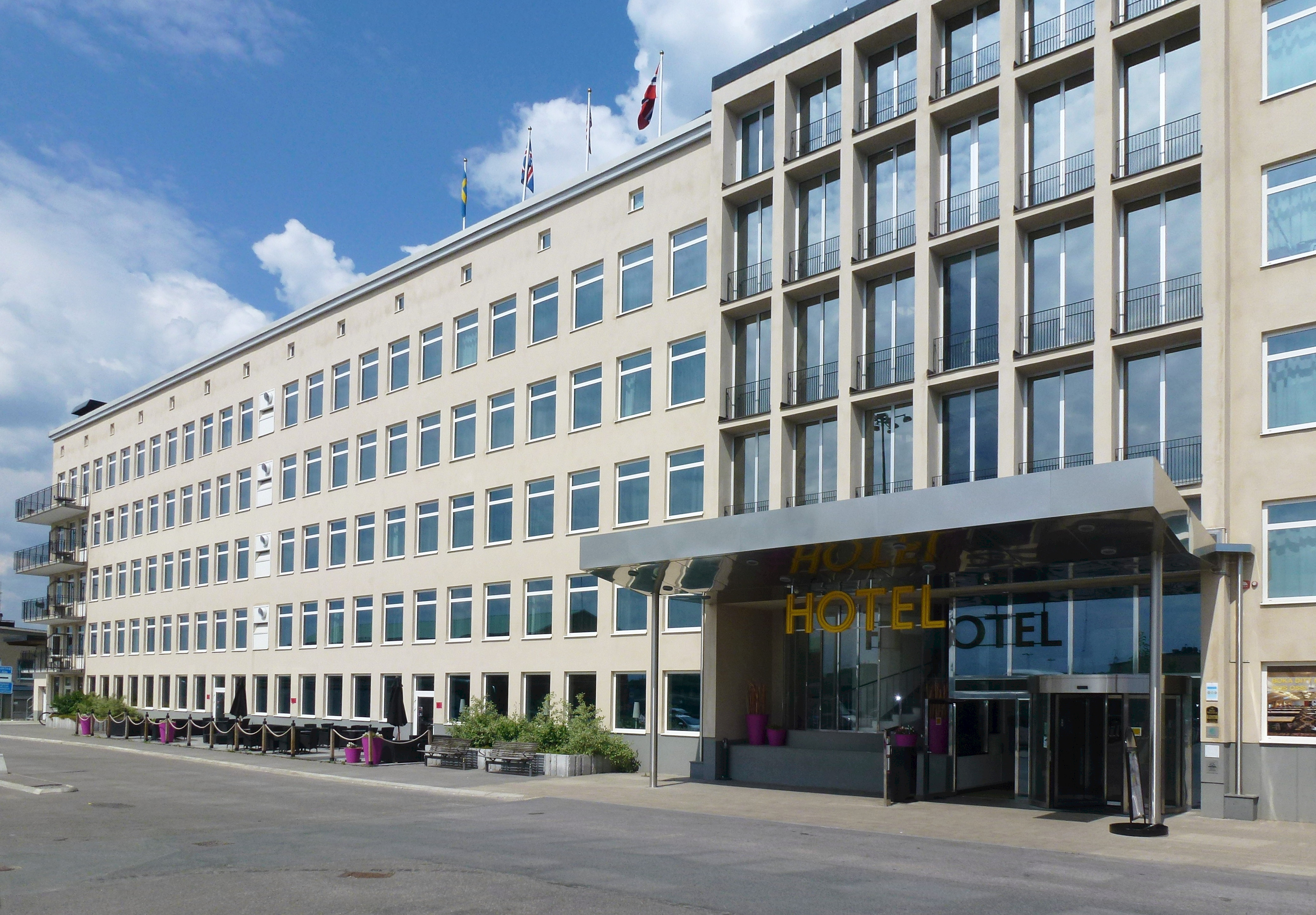
Trafikflyget 4 (1946)
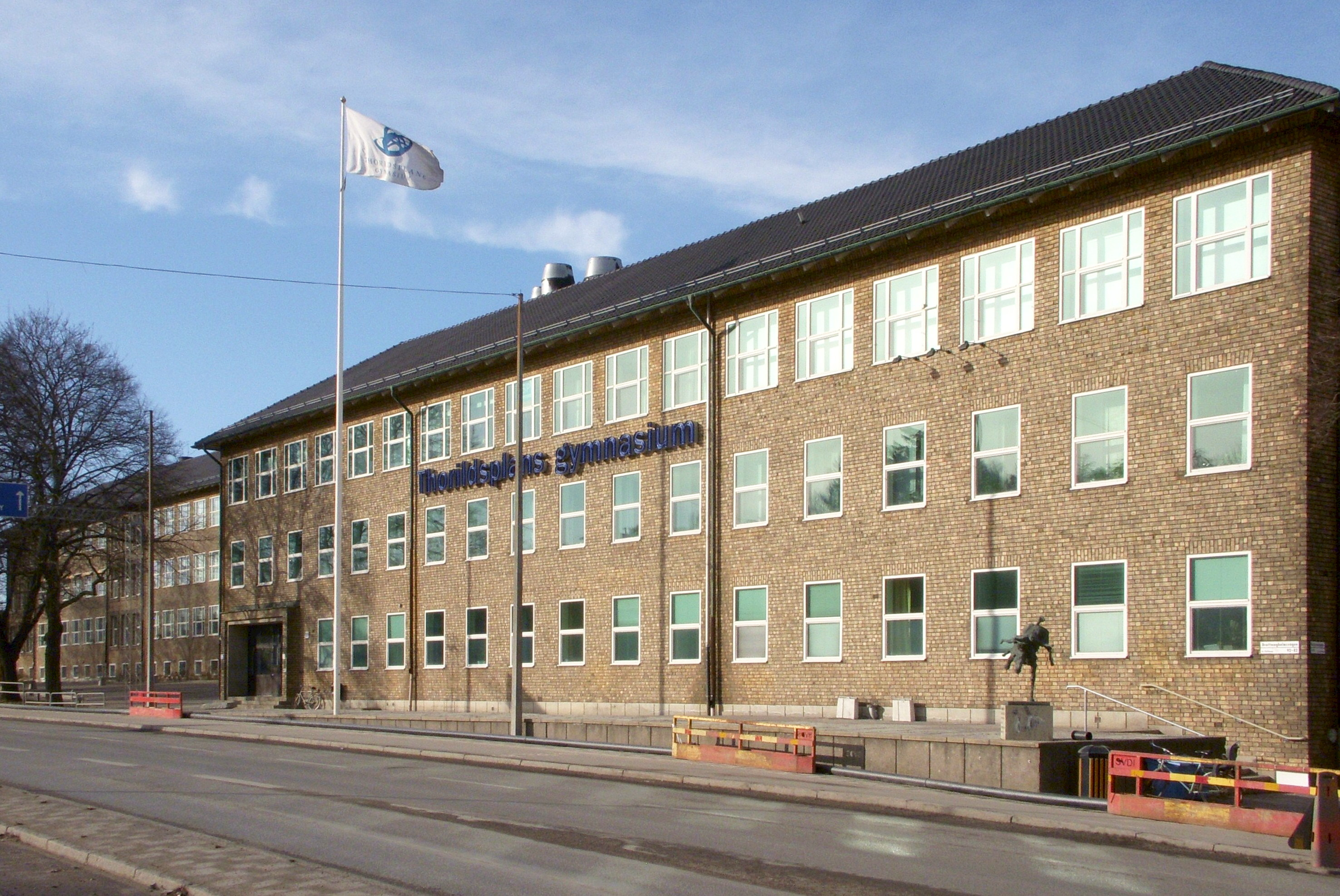
Thorildsplans gymnasium (1946)
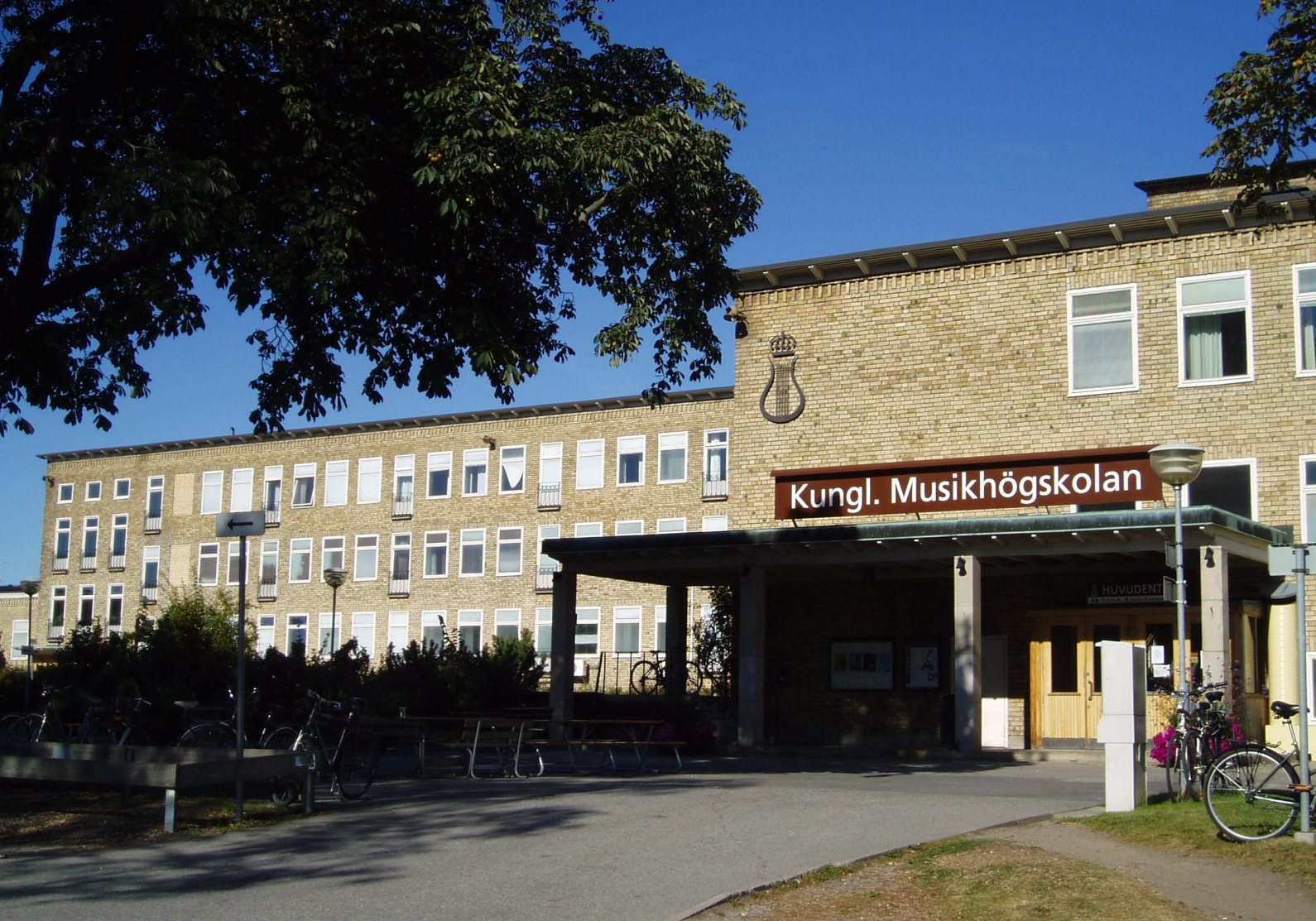
Statens normalskola (1949)
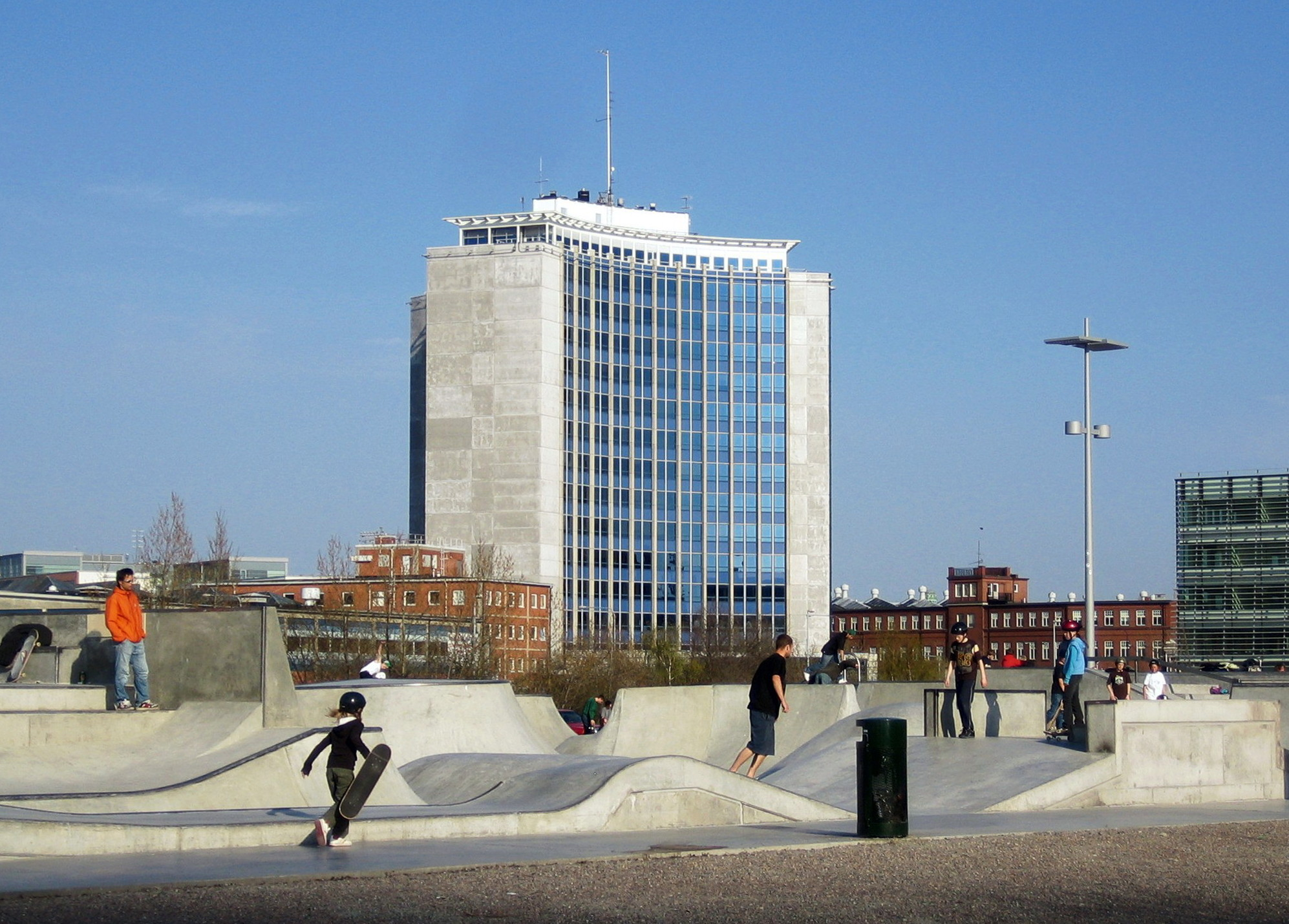
Kockumshuset (1955)
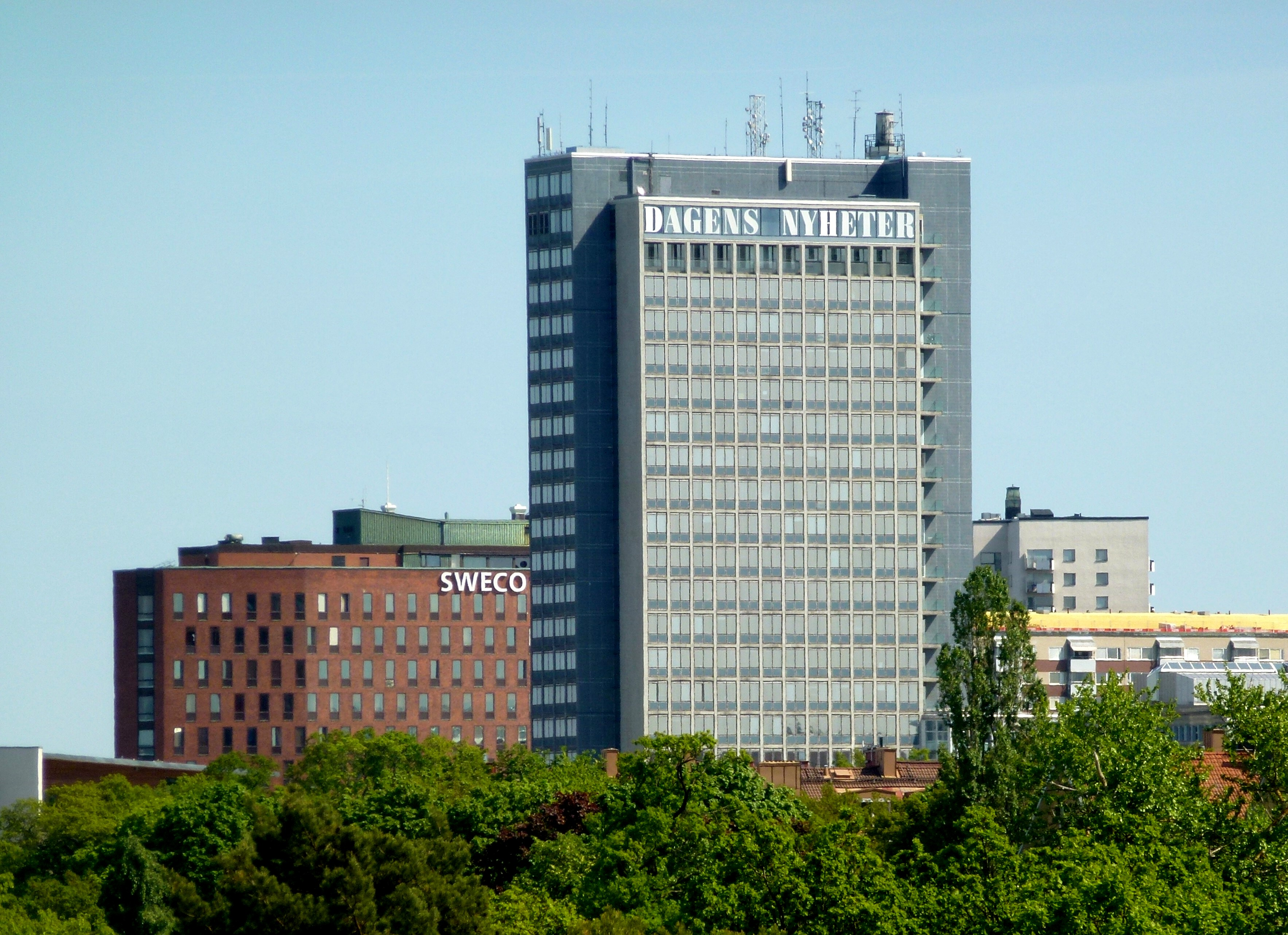
DN-huset (1960-1964)
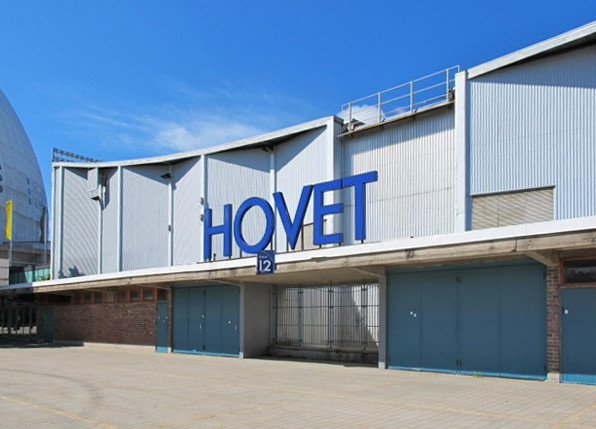
Johanneshovs isstadion (1961)